# Pogrom de Dorohoi
Le pogrom de Dorohoi est un massacre contre des Juifs roumains en juillet 1940. Le 1er juillet 1940, dans la petite ville de Dorohoi (appartenant alors à la Roumanie), des unités militaires roumaines entreprennent un pogrom contre la population juive locale ; selon un rapport officiel des autorités roumaines, ces exactions provoquent la mort de 53 Juifs et des douzaines d'autres subissent des blessures. Cependant, d'après la population juive locale, entre 165 et 200 victimes ont péri. Ce massacre a lieu avant l'entrée de la Roumanie dans la Seconde Guerre mondiale, alors qu'elle n'est pas encore alliée au Troisième Reich et il précède aussi l'arrivée des troupes allemandes dans le pays,.
Même si le gouvernement roumain avait adopté des politiques antisémites, y compris par la législation et la confiscation de biens appartenant à des Juifs, il n'a pas reconnu sa responsabilité dans ce massacre ; au contraire, lorsque l'état-major roumain découvre la conspiration contre la population juive, il envoie des troupes mettre fin aux exactions. Toutefois, les auteurs du pogrom ne subissent aucun châtiment,.

## Contexte
Par le pacte germano-soviétique d'août 1939, l'Union soviétique est libre de s'approprier la Bessarabie en juin 1940 (voir : Occupation soviétique de la Bessarabie et de la Bucovine du Nord).
Alors que l'armée roumaine se retire de Bessarabie, certains habitants locaux manifestent leur joie. Des rapports font aussi état d'attaques contre les soldats. Certains rapports évoquent des attaques de Juifs contre l'armée roumaine en déroute, mais l'authenticité de ces documents est controversée et, pour plusieurs d'entre eux, la falsification est avérée. En outre, les rapports imputent toutes les réjouissances et les agressions aux Juifs, or ces faits émanent également d'Ukrainiens, de Russes, de militant communistes, de criminels récemment libérés et de Roumains. Indépendamment de leur exactitude, ces documents ont inspiré la colère de nombreux Roumains contre les Juifs et aggravé l'antisémitisme déjà répandu,.
Le peuple roumain se sent traumatisé et frustré d'abandonner ces secteurs à l'URSS sans livrer bataille et l'autorité du régime s'en trouve très affaiblie. Le gouvernement se défausse sur les Juifs, avec le soutien de la presse :

« Confrontés à une crise d'une extrême gravité et incertains quant à la pérennité du régime, les hauts responsables du gouvernement roumain se servent des Juifs comme d'un fusible en orientant la grogne populaire contre cette minorité. À cet égard, il faut souligner la réaction de la presse roumaine, dont le courroux se tourne davantage vers les Juifs que vers les soviétiques, ces derniers étant les agresseurs réels. Sachant que la presse roumaine était censurée en 1940, le gouvernement a dû jouer un rôle dans cette présentation. Ce rejet du blâme sur les Juifs se matérialisait, par anticipation, en annonces que les autorités roumaines risquaient d'instaurer des politiques de répression contre la population juive. »

Poussés par ces discours, les Roumains et surtout les soldats roumains envisagent plusieurs méthodes pour se venger sur les Juifs. En 1930, la population de Dorohoi s'élève à 15 866 personnes, dont 5 788 sont juives. Alors que les Juifs subissaient depuis longtemps l'antisémitisme, cette haine se nourrit encore davantage devant les réfugiés roumains qui traversent la ville et qui répandent des fables sur de prétendues intrigues qu'ourdissent les Juifs contre les Roumains,.

## Préparatifs du pogrom
Le 30 juin 1940, des soldats appartenant aux deux brigades stationnées dans le secteur visitent tous les habitants roumains pour leur annoncer de la « vengeance » imminente contre les Juifs. Les chrétiens placent des icônes religieuses à leurs fenêtres, dessinent des croix sur leurs logements ou affichent un drapeau roumain, afin que les émeutiers ne les prennent pas pour cible. Dans la ville court la rumeur qu'il serait autorisé, pendant 24 heures, d'agresser les Juifs,.

## Le pogrom
Lors d'un incident entre troupes roumaines et soviétique à Hertsa, voisine de Dorohoi, les soviétiques tuent un officier roumain ainsi qu'un soldat roumain juif, Iancu Solomon, qui tâchait de protéger ce dernier. Tous deux sont inhumés avec des funérailles séparées. Un peloton de soldats est envoyé aux funérailles de Solomon ; il se compose de dix soldats juifs issus de bataillons stationnés à proximité. Certains membres de la communauté juive locale assistent eux aussi à l'enterrement. Aussitôt le cercueil descendu dans la tombe, de nombreux coups de feu éclatent ; les assistants juifs locaux courent se cacher dans une pièce réservée à la toilette mortuaire. Les soldats juifs, qui se dirigent vers les portes du cimetière, sont encerclés par des soldats du troisième bataillon de patrouille frontalière, sous les ordres d'un colonel. Les personnes réfugiées dans la pièce observent discrètement à distance que les soldats juifs sont désarmés et que leurs uniformes leur sont retirés. Placés contre le mur au fond du cimetière, ils sont fusillés par les soldats roumains. Sept victimes meurent aussitôt, trois autres sont blessées. Les soldats roumains s'approchent du cadavre d'Emil Bercovici, le plus gradé des soldats juifs, et placent entre ses mains une mitraillette pour faire accroire qu'il aurait pris l'initiative de tirer sur les soldats roumains. Une averse d'une rare intensité commence ; elle interrompt provisoirement le massacre et quelques-unes des personnes rassemblées dans la salle de toilette mortuaire en profitent pour se glisser hors des lieux. De nombreux soldats roumains, aux ordres d'un lieutenant, expulsent par la violence et la menace les Juifs réfugiés dans la pièce. Les victimes sont ensuite conduites à l'extérieur du cimetière, devant une fosse. Deux hommes âgés et un enfant sont parvenus à s'enfuir avant que la fusillade ne commence. Les soldats poursuivent leur traque contre les Juifs dissimulés dans le cimetière, avec l'aide du gardien roumain,.
En même temps, des soldats conduits par des officiers font irruption en ville et crient « les bolchéviks arrivent ! ». Les soldats violent, pillent, torturent et assassinent les Juifs pendant 24 heures. Beaucoup ont pu échapper aux exactions à cause de la cupidité des soldats, affairés à piller. Les soldats commettent maintes atrocités, comme, : 
- Trancher les testicules d'Avraham Calmanovici avant de le fusiller ;
- Trancher les oreilles d'un vieux couple, Elli et Feiga Reizel, avant de l'assassiner ;
- Trancher les seins de Rivka Croitoru ;
- Verser du pétrole sur la barbe de Hershko Croitoru avant d'y mettre le feu.

Le chef de la communauté juive locale, Isac Axler, n'a pu échapper aux violences qu'en prouvant aux soldats avoir été relevé de l'armée roumaine avec le grade de colonel et avoir reçu deux médailles de la valeur militaire,.
Quand des Juifs circulaient dans les rues, les officiers les arrêtaient, vérifiaient leurs papiers et, après avoir vérifié leur appartenance, les assassinaient,.
À ce stade du pogrom, la 29e brigade d'infanterie — qui ignorait les intentions de massacre — intervient. Elle charge une compagnie de patrouiller dans les rues et de rétablir l'ordre. Les habitants racontent à ces patrouilles que les Juifs tiraient sur des soldats et le lieutenant Vasile Isăceanu applique des « mesures de précaution » : il ordonne à dix soldats juifs désarmés de précéder son unité de quelques pas. L'unité ne tarde pas à participer à son tour aux persécutions contre les Juifs et à les arrêter sous l'accusation fallacieuse d'avoir tiré sur des soldats. Le commandant adjoint du bataillon, Stino, empêche ses soldats d'exécuter les Juifs placés en détention et sauve d'une mort certaine vingt soldats juifs, qui étaient déjà déshabillés en vue de leur exécution imminente,.
Une averse met fin au massacre mais pas aux pillages. Certains Roms y participent et remercient les soldats pour leurs prises,.
Le général Constantin Sănătescu rencontre incidemment des Juifs blessés et ordonne de mettre fin au pogrom. Il charge le colonel Ilasievici d'enquêter sur le massacre,.

## Bilan et impunité des criminels
Au lendemain du pogrom, soit le 2 juillet, le chef d'état-major roumain communique un rapport selon lequel la 3e brigade « s'est vengée » contre les Juifs à cause des difficultés que l'unité a rencontrées avec les Juifs de Bessarabie. D'après ce rapport, les soldats ont tué quatre Juifs, en ont blessé quinze et ont pillé plusieurs magasins,.
Le procureur militaire du 8e corps d'armée préside un comité chargé d'enquêter sur les évènements avec l'appui de médecins et de représentants de Dorohoi. Le 3 juillet, le procureur trouve 50 cadavres non identifiés, dont 11 femmes, 5 enfants et 6 soldats juifs qui n'étaient pas de la région. Il ne détermine pas l'identité des assassins et se borne à constater que les victimes étaient mortes fusillées. Les corps sont rapidement enterrés par une compagnie de soldats, en raison de l'état de décomposition avancée des restes. Selon la version officielle, 53 Juifs sont victimes d'assassinat ; toutefois, la population juive locale, se fiant à ses propres registres, évalue le nombre de victimes à une fourchette comprise entre 165 et 200 morts. Les corps inhumés dans la fosse à l'extérieur du cimetière n'ont pas été exhumés et n'ont donc pas été comptés,.
Le chef de la police locale, Gheorghe Pamfil, dresse son rapport en évoquant une « escarmouche », qui a entraîné la mort d'un faible nombre de Juifs,.
Les officiers de la 3e brigades sont transférés à d'autres postes et la bridage quitte la ville, emportant le produit des pillages dans ses véhicules. Parmi les biens pillés se trouvaient des pots de peinture mal fermés et le convoi laisse dans son sillage une traînée de la peinture volée aux Juifs,.